# 武装神姫の一覧
武装神姫の一覧（ぶそうしんきのいちらん）では、コナミデジタルエンタテインメントのアクションフィギュアシリーズ「武装神姫」に属するフィギュア、シリーズ名義の関連キャラクター商品、メディアミックス作品に登場するキャラクターについて記す。

## 武装神姫フィギュア
武装神姫は、キャラクターを再現したMMS素体と、武装となるオプションパーツを含むセットで発売されているアクションフィギュアのシリーズである。キャラクターデザインを担当するデザイナーは毎回異なる（再起用されることもある）。公式では第12弾まで発売順にナンバリングが用いられていた。本項では便宜上、第12弾以降もこのナンバリングを継続する。
MMS素体およびパーツの仕様は武装神姫#MMSフィギュアを参照。素体は部位単位で仕様・形状が異なる場合もあるが、「1st」「3rd tall/small」以上の詳細な区分は公式には行われていないため、「武装神姫として発売された最初の製品」を基準に「-改」と仮称する。変更点は各弾の項を参照。
主な商品形態は以下の3種類。フルセット第14弾までの一部の商品を除き、フィギュアと同じモデルが神姫NETでも使用可能になる「武装神姫アクセスコード」を同梱。 
フルセット
MMS素体・武装パーツ・台座のセット。各弾2種類ずつ発売され、同じ弾で対になる、あるいは共通点を持つことが多い。素体には塗装が施され、頭部が付属。台座はアーム2箇所のネジを締めて「くの字」に曲げることができる。
- 第1弾より
  - アーム基部の裏面が小物入れになっている。
  - イラストが描かれたパッケージの蓋をマジックテープで開閉でき、ウィンドウ越しにフィギュアを確認できる。

- 第4弾以降
  - 「拡張クランク」が付属。
  - 凹凸によるブリスターの固定を廃止。以前は固定により開封時に大きな力を要し、パーツが飛散する危険性があった。

- 第5弾以降
  - 一部商品を除き、頭部を顔面・前髪・後頭部で分割し、顔面の差し替えで表情を変えられる仕様を採用。
  - 拡張クランクのランナーの径をジョイントと共通のサイズ（約3.3mm）に変更。

- 第7弾以降
  - 内容の増加に伴い、第8弾飛鳥以外のパッケージの横幅を拡大。

- 第11弾以降
  - パッケージデザインを変更。後述のライトアーマーと同様、クリアウィンドウとイラストを表裏に分けており、蓋は廃された。側面にキャラクター設定が記載されている。
  - 上下四辺に共通ジョイントを有した立方体の小物入れ「武装神姫コンテナ」が付属。
  - ライトアーマーと同形状の拡張クランクを追加。
  - コナミスタイル限定の先着購入特典で、パッケージの表裏面と同デザインのクリアファイルが付属。

- 第11弾、第12弾、第15弾
  - 台座を第10弾まで採用されていたものから変更。11箇所に共通ジョイントが設けられ、小物入れが廃された。アームは組み立て済み。
  - 内容の増加に伴い、ブリスターが従来の2段重ねから3段重ねになる。

- 第13弾、第14弾、第16弾
  - ライトアーマーで採用されていた簡易型の台座を採用。ブリスターは2段。

- 第11弾リペイント、第14弾以降
  - 神姫NET用アクセスコードの廃止、広告スペースの除去。

EXウェポンセットフルセット第2弾から第7弾に合わせ、毎弾1種類ずつ発売。頭部パーツ・武装パーツ・頭部用胸像パーツのセットで、素体は付属しない。パッケージはフルセットと同じ高さの縦に長い直方体で、胸像がウィンドウから見える。アクセスコードは頭部と武装のみで素体は付属しないが、キャラクターに合わせたオリジナルカラーの素体が販売されている。
第8弾ゼルノグラードのみ素体が付属する「EXウェポンセットPlus」として発売。
ライトアーマー軽装デザインによる低価格シリーズ。第1弾から第4弾まで、フルセットと同様に2種類ずつ発売。台座は共通ジョイントで接続、一箇所のネジ止めのみ可動する簡易型。拡張クランクは第10弾以前のフルセットとは形状が異なる。パッケージは小型化・簡略化され、クリアウィンドウとイラストを表裏に分けている。
上記以外にも通販サイトやイベントのみの限定品が存在するが、これらのパッケージ内容は、基本的に発売当時のフルセットに準じている。
電撃ホビーマガジンオリジナルカラーver.電撃ホビーマガジンを中心に告知・受注販売が行われる、オリジナルカラーのフルセット。配色の変更、新規造形パーツと小冊子の追加が行われる。パッケージは開閉を廃したボール紙に新規描き下ろしイラスト、電撃ホビーマガジンと「LIMITED EDITION」のロゴを追加したモノクロ印刷。本項の一部では「リペイントver（誌上通販/電撃屋）」「電撃HM版」と略する。
再生産プロジェクトコナミスタイルのウェブサイトで「SOLD OUT」になっている商品を対象に、期間中の注文数が目標数に達した場合に再生産を行う。一部付属品の増減を除き、当時の商品とほぼ同一の仕様で発売される。

## 基本データ一覧

### アーンヴァル/ストラーフ
第1弾フルセット
発売日：2006年9月7日
- 天使型MMS アーンヴァル（声：阿澄佳奈）
- 悪魔型MMS ストラーフ（声：茅原実里）
  - キャラクターデザイン：島田フミカネ
  - 素体：1st（2007年11月以降出荷分は第6弾以降の1st改）

アーンヴァルは大型のウイングとブースター、天使の輪を模したヘッドギアが特徴で、大型レーザーライフルを中心に各種銃火器とレーザーソードが付属。ストラーフは大型の副腕と脚部、手持ちの両刃剣にもなる角が特徴で、羽にもなる大型ナイフやグレネードランチャー等が付属。初回販売分は原作無しのフィギュアとしては異例の短期間で完売。その後、2006年冬に初回生産分の再出荷、2007年4月から6月まで週単位での分納が行われたが、一部では数時間で完売してしまうほどの購入困難な状態が続き、特にストラーフはオークション等で高騰したこともある。2007年11月の再発売でも、以前ほどではないが、短期間で完売している。
初回生産分とそれ以降の生産分では仕様変更があり、成型精度や耐久性の向上、塗装の変更が行われている。
「トランシェ2/bis」の発売に伴い、コナミスタイルでは「SOLD OUT」となり、店頭では入手が困難になっている。神姫NETではこちらの旧型にもパーツを追加し、新型への全面移行となった。
アーンヴァル/ストラーフ 電撃ホビーマガジンオリジナルカラーver.
発送日：2007年5月
アーンヴァルは黒に、ストラーフは白に、正反対の色調に変更。アーンヴァルには叫び顔+ポニーテールとレーザーライフルの補助パーツ、ストラーフには八重歯を出した笑顔とシニヨンが追加パーツとして、また第5弾以降と同仕様の拡張クランクが付属。頭部パーツを分割して差し替える第5弾以降とは異なり、頭部そのものを差し替えるようになっている。
小冊子は「FUMIKANE SHIMADA ART WORKS」となっているが、島田フミカネ本人が用いる綴りは「humikane」である。
2周年記念アイテム
発売日：2008年12月4日
- 天使型MMS アーンヴァル トランシェ2
- 悪魔型MMS ストラーフ bis

アーンヴァル、ストラーフをリニューアル。電撃HM版に付属していたボーナスパーツも含めて武装を追加。追加された武装は旧型のものとも差し替えられる。電撃HM版の表情パーツは付属せず、2体とも眠り顔。またパッケージは眠り顔で両手を胸の前で組んだポーズになっている。
アーンヴァル トランシェ2/ストラーフ bis リペイントver.
発売日：2009年3月12日
コナミスタイル限定販売。トランシェ2/bis追加武装も含めて、電撃HM版を踏襲したリペイント。素体や一部武装の配色が変更されているため、同一ではない。本体仕様以外も電撃HM版を踏襲しており、ボール紙のパッケージで小冊子が同梱されている。こちらの小冊子は「HUMIKANE SHIMADA ART WORKS」に改められている。
神姫NETでは全面移行されたノーマルカラーとは異なり、旧型（電撃HM版）と新型の両方が存在している。トランシェ2の髪色は旧型と同じままになっている。

### ハウリン/マオチャオ/ヴァッフェバニー
第2弾 発売日：2006年9月28日
フルセット
- 犬型MMS ハウリン（吼凜）（声：喜多村英梨）
- 猫型MMS マオチャオ（猫爪）（声：橋本まい）
  - キャラクターデザイン：BLADE
  - 素体：1st改（胸部と胴体を繋ぐジョイントおよび脛を若干短くした低身長仕様）

パワードスーツを思わせる大型の武装を着込むように装備させる。その分、武装状態での拡張性や可動は犠牲になっている。第1弾に比べ初回から安定した需要と供給を示す。
それぞれ「吼凜-ハウリン-」「猫爪-マオチャオ-」という漢字の名前に振り仮名をつけているが、振り仮名の「ハウリン」「マオチャオ」のみを用いることがほとんどである。
ハウリン/マオチャオ リペイントver.
- 素体：1st改（第2弾+第6弾以降の仕様）

『武装神姫2036』に登場する仕様に準じた水着風のリペイント。塗装パターンを新規に変更、頭部と武装は全て新規造形に差し替えられているなど、名義上はリペイントだが、第2弾フルセットとの共通点はほとんどない。台座およびパッケージはMMS 1st NAKEDに準じた簡易仕様。
「キャラホビ2007 C3×HOBBY」メディアワークスブースで先行販売が行われた後、電撃屋とコナミスタイルにて数量限定の通信販売が行われた。通販受付当日はアクセスが殺到し、後日受注生産を行うことになった。
「電撃15年祭リペイントバージョン」も同イベントおよび電撃屋にて販売。それぞれに付属する猫型の武装パーツの表情が変更されている。
神姫NETでは第2弾フルセットと頭部パーツは共通、猫型パーツの表情は選択式になっている。
EXウェポンセット
- 兎型MMS ヴァッフェバニー（声：笹川亜矢奈）
  - キャラクターデザイン：カサハラテツロー

防弾ジャケット、バイザーやガスマスクなど、特殊部隊の装備を思わせるデザインが特徴。バイザーは兎の耳のシルエットを模しているように見える。背部の拡張ハンガーを介する武装以外は素体への密着度が高い。

### サイフォス/紅緒/ツガル
第3弾 発売日：2006年12月7日
フルセット
- 騎士型MMS サイフォス（声：沢城みゆき）
- 侍型MMS 紅緒（ベニオ）（声：門脇舞以）
  - キャラクターデザイン：篠房六郎
  - 素体：1st

軽装鎧と重装鎧の二種が付属し、それぞれ換装が可能。メカ要素は少なく、比較的人間の鎧に近い外感をしている。付属する武器もランスや槍、ボウガンや火縄銃など、中世に使われた武器をモチーフとしている。鎧の飾り棚が付属し、非装着パーツも含めたセット全体で楽しむ要素が新たに加えられた。重装形態でも高い可動性とプロポーションの両立が図られている。
神姫NETでは2010年3月にオリジナルのリペイント「サイフォスB」「紅緒B」を発売している。
EXウェポンセット
- サンタ型MMS ツガル（声：釘宮理恵）
  - キャラクターデザイン：GOLI

beatmania IIDXに登場するキャラクターのカレンダー用イラストを元にフィギュア化。スナイパーライフルやソリをモチーフとしたブレードが付属。武装を組み替えて移動形態「レインディアバスター」へ変形する。同作品のキャラクターの公式な立体化はこれが初めてであり、キャラクター設定もbeatmania IIDXのものを引き継いでいる。
ツガル Blue Xmas ver.
発売日：2007年12月13日
BEMANIシリーズ10周年記念、コナミスタイル限定販売。武装は青を基調にリペイントされており、髪色は暗めの緑、肌色は明るめに変更されている。神姫NET版に似たデザインの素体と白の簡易台座が付属し、胸像パーツが付属せず、後の第8弾ゼルノグラードとほぼ同様の仕様になっている。
神姫NETでは通常版ツガルと頭部パーツは共通。アクセスコードのデータは後のゼルノグラードと同様に、オリジナルの素体とセットになっている。

### ジルダリア/ジュビジー/フォートブラッグ
第4弾 発売日：2007年2月22日
フルセット
- 花型MMS ジルダリア（声：小林沙苗）
- 種型MMS ジュビジー（声：名塚佳織）
  - キャラクターデザイン：OKAMA
  - 素体：1st

OKAMAの独特のセンスが発揮されたデザイン。フィギュアでの再現度は高く、原画の装飾や塗装はほぼ完全に再現されている。パーツのPVC使用率は高め。
神姫NETでは2010年4月にオリジナルのリペイント「ジルダリアB」「ジュビジーB」を発売している。
『バトルマスターズ Mk.2』ではDLCで登場している。
EXウェポンセット
- 砲台型MMS フォートブラッグ（声：柚木涼香）
  - キャラクターデザイン：柳瀬敬之

大型のバックパックが特徴。前方に脚部、後方にスタンドを展開して、砲撃体勢に変形する。バックパックの脚部は素体の腿と互換性がある。発注書に掲載された仮イラストではブーツが確認できたが、製品版では省略されている。
神姫NETでは2009年12月にオリジナルのリペイント「フォートブラッグ 冬季迷彩仕様」を発売している。
フォートブラッグ ダスク
発売日：2011年10月6日
コナミスタイル限定販売のリペイント版。新規パーツと専用素体が同梱されており、パーツ構成はフルセットと同等（素体ペイントは神姫NET版とは異なるオリジナル）。パッケージも第11弾以降で採用されている新パッケージとなっている。
購入特典として、『バトルマスターズ Mk.2』のプロダクトコードを入手できる（特定期日にメールで配信）。

### エウクランテ/イーアネイラ/ヴァッフェドルフィン
第5弾 発売日：2007年5月31日
フルセット
- セイレーン型MMS エウクランテ（声：加藤英美里）
- マーメイド型MMS イーアネイラ（声：井上麻里奈）
  - キャラクターデザイン：間垣亮太
  - 素体：1st

それぞれ、海にまつわる伝説上の生物がモチーフ。共に、武装パーツを組み換えることにより武装形態・ビークル形態・大型武器形態に変形する。エウクランテには叫び顔、イーアネイラには照れ顔の表情パーツが付属し、前髪・顔面・後頭部を分割して組み替えることができる。これらの新要素が加えられた分、第4弾までと比べて高額化している。
エウクランテのウイングには展開式のアームユニットとしての機能を持たせるつもりだったが、コストを懸念しオミット、名残として稼動ブロックが残っている。
イーアネイラはパッケージ状態で武装版の胸部パーツが取り付けられている。
余談だが、デザインを担当した間垣はエウクランテの胸について「イーアネイラと区別する意味でも貧乳にしたかった」とツイッターで発言していたという。
エウクランテ 再生産プロジェクト
発売日：2011年12月22日予定
エウクランテは2011年2月7日から同年3月7日まで再生産プロジェクトを行っていたが、注文数が目標数に達しなかったため、一旦見送りとなった。しかし2011年8月に、12月22日発売として注文受付が開始された。コナミスタイル限定で、電撃HM版の追加パーツをノーマルカラーに改めたものが付属し、アクセスコードは付属しない（2011年10月で神姫NETのバトルロンドが終了。神姫NETは2012年1月末を持って全サービスを完全終了した）。
エウクランテ/イーアネイラ 電撃ホビーマガジンオリジナルカラーver.
発送日：2008年3月
両製品とも基調を黒と赤に変更。エウクランテには微笑み顔、通常版より長くリボンのついたツインテール、通常版より鋭角な新デザインのバイザー、イーアネイラには笑い顔、シニヨンの後頭部、新デザインの胸部パーツが追加パーツとして付属。
EXウェポンセット
- イルカ型MMS ヴァッフェドルフィン（声：清水香里）
  - キャラクターデザイン：カサハラテツロー

アクアラングや水中銃など水中での隠密行動をイメージした装備、曲線的なイルカを思わせるシルエットが特徴。同じくカサハラテツローが手がけた陸戦装備のヴァッフェバニーとは共通点を見せつつも対照的である。

### ティグリース/ウィトゥルース/グラップラップ
第6弾 発売日：2007年8月30日
フルセット
- 寅型MMS ティグリース（声：植田佳奈）
- 丑型MMS ウィトゥルース（声：桃井はるこ）
  - キャラクターデザイン：清水栄一+下口智裕
  - 素体：1st改（肩が丸みを帯びている。以降の生産分は全てこちらの仕様）

ティグリースは背部、ウィトゥルースは腿にほとんどの武装をまとめて接続する。丑と寅＝鬼門にちなんで、2体の武装をティグリースをメインにしたロボット形態「真鬼王（シンキオウ）」、ウィトゥルースをメインにしたバイク形態「ファスト・オーガ」に合体できるのが特徴。
EXウェポンセット
- 建機型MMS グラップラップ（声：生天目仁美）　
  - キャラクターデザイン/原型製作：鬼頭栄作

デザイナーとして初めてプロの造形家を起用しており、デザイナー自身が原型制作も手がけている。EXウェポンセットでは最大のボリュームかつ高額。

### アーク/イーダ/シュメッターリング
第7弾 発売日：2007年11月29日
フルセット
- ハイスピードトライク（HST）型MMS アーク（声：堀江由衣）
- ハイマニューバトライク（HMT）型MMS イーダ（声：田村ゆかり）
  - キャラクターデザイン：CHOCO
  - 素体：1st改（第2弾+第6弾の仕様）

CHOCOが手掛ける初のマスプロダクションデザイン。武装した状態からトライクへの変形機構を有する。高速型のアークは後輪、高機動型のイーダは前輪が2本の対を成すデザインとなっており、それぞれ前方を上として上方から見たときに、頭文字「A」「Y」のシルエットを構成する。クリアパーツやゴムパーツ等、従来品以上の複数素材を使用し、スプリングによるサスペンションも再現、パーツの密度やプリントの精度も高い。こうした意欲的な要素を盛り込むため、従来よりも高額化しているが、「SOLD OUT」になった。
武装には「ACH111es（Achilles→アキレウス）」「YDA010（イーダ・テン→韋駄天）」のマーキングが施されており、名前はどちらも「俊足の神」から取られていると思われる。
アーク/イーダ 再生産プロジェクト
発売日：2010年12月27日
2010年7月23日から同年8月31日までの注文数が目標数に達したため、再生産分を発売した。電撃HM版の追加パーツをノーマルカラーに改めたものが付属。
アーク/イーダ 電撃ホビーマガジンオリジナルカラーver.
発送日：2008年10月
両製品とも基調をパールホワイト、クリアレッドに変更。素体や武装のペイントやマーキングも全面的に変更されている。アークはゴーグル、イーダはバイザーを一体成型した前髪、両製品とも微笑み顔、後頭部とそれに装備可能な顎のパーツが追加パーツとして付属。
CHOCOはレーシングマシンに位置づけた通常版に対して、リペイント版には公道仕様、「ストラダーレ」の名を与えている。
EXウェポンセット
- 蝶型MMS シュメッターリング（声：野川さくら）
  - キャラクターデザイン：ちびすけマシーン

蝶をモチーフとしたアイドル風の服と、分解して本体に装備可能なペットロボ「ラビボン」が付属。第7弾フルセットと同様、シリーズ初のクリアパーツを採用している。一見すると武器は装備されていない印象を受けるが、マイクスタンドは拳銃（モーゼルC96）を模しており、ラビボンにも放射能の標識が存在する。
初回生産分は、デザイナーとメーカーの連絡の行き違いが原因で、頭部のリボンの向きが本来のデザインとは外内逆になって取り付けられている。本件はデザイナー自身が個人サイトで告知したことにより明らかになったが、メーカーからの告知は一切行われておらず、修理や交換も行われていない。該当箇所は接着こそされていないものの、パーツへの塗料の癒着により、取り外しが困難な場合がある。二次生産分からはリボンの向きが本来の位置に変更され、一部の素材も変更された。

### ムルメルティア/飛鳥/ゼルノグラード
第8弾 発売日：2008年4月5日
発売予定日は2008年2月28日だったが、直前の2月22日に延期を発表した。。神姫NETでは当初の発売日通りデータ販売を開始している。
フルセット
- 戦車型MMS ムルメルティア（声：浅野真澄）
- 戦闘機型MMS 飛鳥（アスカ）（声：藤田咲）
  - キャラクターデザイン：島田フミカネ
  - 素体：1st改

メカ娘に近い観点からデザインされており、ミリタリー色が強い。また衣服を模したデザインも見受けられる。ムルメルティアは組み替えで副腕と脚部を兼用する大型パーツと主砲、飛鳥は足首と膝に隠されたランディングギアによる着陸ギミックが特徴。内容差のため、同一弾でありながら、唯一価格とパッケージサイズが異なっている。
ムルメルティアのタイプ名の英表記は「PANZER」であり、武装にはハーケンクロイツに似たマーキングが施されている。神姫NETでは×印に変更されている。
『バトルマスターズ Mk.2』ではDLCで登場している。
ムルメルティア 砂漠戦仕様/飛鳥 夜戦仕様
発売日：2010年4月22日
コナミスタイル限定販売。ミリタリー色を強調したリペイント。アクセスコードは付属しない。
当初は神姫NETオリジナル版として、2009年7月からデータ販売のみが行われる予定だった。発売以前の電撃ホビーマガジンには、リペイント作例、島田フミカネによる彩色設定が掲載されている。
EXウェポンセットPlus
- 火器型MMS ゼルノグラード（声：白石涼子）
  - キャラクターデザイン：柳瀬敬之
  - 素体：1st改

商品名を「Plus」に改め、素体が付属。豊富な武装と組み換えによる武器の変更が特徴。パッケージはフルセットと同等だが、素体はグレーの単色成型、台座は黒の簡易型で、内容はMMS 1st NAKEDに近い。EXウェポンセットからは胸像パーツ、MMS 1st NAKEDからはダミーヘッドと大型胸部パーツが廃されている。
神姫NETではアクセスコードのデータはオリジナルの素体とセットになっている。また2009年12月にオリジナルのリペイント「ゼルノグラード 冬季迷彩仕様」を発売している。
ゼルノグラード ベリク
発売日：2011年10月6日
コナミスタイル限定販売のリペイント版。新規パーツと専用素体が追加され（素体ペイントは『バトルマスターズ』準拠）、パッケージも第11弾以降で採用されている新パッケージとなっている。
購入特典として、『バトルマスターズ Mk.2』のプロダクトコードを入手できる（特定期日にメールで配信）。

### ランサメント/エスパディア
第9弾フルセット
発売日：2008年7月10日
- カブト型MMS ランサメント（声：津田美波）
- クワガタ型MMS エスパディア（声：ジェーニャ）
  - キャラクターデザイン：たにめそ
  - 素体：1st改

ランサメントはカブトムシ型メカ「ロートケーファ」、エスパディアはクワガタ型メカ「ブラウヒルシュ」への武装の組み替えと、2体の武装を人型ロボット「ヘラクレス」に合体できるのが特徴。豊富な可動部やブロック玩具的なプレイバリューで優れている。
ランサメントの下腹部のデザインはイラストと異なり、矢印になっている。またエスパディアの展示初期の仮称は「エスパーダ」となっていた。

### ウェルクストラ/ヴァローナ
ライトアーマー第1弾
発売日：2008年10月3日
- 天使コマンド型MMS ウェルクストラ（声：戸松遥）
- 悪魔夢魔型MMS ヴァローナ（声：豊崎愛生）
  - キャラクターデザイン：島田フミカネ
  - 素体：1st改（肩や股関節の可動範囲が拡大）

タイプ名と武装のデザインに第1弾アーンヴァル/ストラーフとの共通点が見受けられ、組み合わせて遊びやすいようにもなっている。発表当初はアクセスコードが付属しない予定だったが、後に付属することになった。
以前、島田フミカネのブログに、ウェルクストラの原形となったと思われるラフデザインが掲載されていた。
ウェルクストラ/ヴァローナ リペイントver.
発売日：2010年1月28日
コナミスタイル限定販売。アーンヴァル/ストラーフと同様の反転した成型色だが、細部の塗装色は異なる。

### ブライトフェザー/ハーモニーグレイス
ライトアーマー第2弾
発売日：2008年10月30日
- ナース型MMS ブライトフェザー（声：原由実）
- シスター型MMS ハーモニーグレイス（声：大久保瑠美）
  - キャラクターデザイン：マーシーラビット
  - 素体：1st改

職業がモチーフ。拡張ハンガーを必要とせず、付属もしない。ブライトフェザーには眼鏡と注射器型武装にクリアパーツを使用しているが、眼鏡はサイズと形状の都合上破損しやすい。

### グラフィオス/ウェスペリオー
第10弾フルセット
発売日:2008年11月20日
- サソリ型MMS グラフィオス（声：本田貴子）
- コウモリ型MMS ウェスペリオー（声：沼倉愛美）
  - キャラクターデザイン：間垣亮太
  - 素体：1st改

グラフィオスはサソリ型メカ「ウィリデ」、ウェスペリオーはコウモリ型メカ「ルブルム」への武装の組み替えと、2体の武装をドラゴン型ロボット「ゼオ（スタンディングモード/ライドモード）」に合体できるのが特徴。グラフィオスはシリーズ初の褐色肌で、同じく間垣亮太が手掛けた第5弾イーアネイラと同様、パッケージ状態で武装版の胸部パーツが取り付けられている。
「武装神姫マガジンvol.1」の間垣亮太のピンナップには、独自の設定でありコナミ公式ではないとしているが、それぞれの型番は「DORAGON-scorpion(MM12Ds)」「DORAGON-bat(MM13Db)」の略称、サソリ型とコウモリ型は便宜上の呼称であり、実質的には2体併せてドラゴン型として開発されたというキャラクター設定が記されている。

### フブキ/ミズキ
カスタムファクトリー
発売日：2008年12月26日
- 忍者型MMS フブキ（声：福井裕佳梨）
  - パッケージイラスト：nuno
  - 素体：1st改（ライトアーマー）

神姫NETオリジナルの神姫の商品化。2008年4月23日の武装神姫 BATTLE RONDO1周年を記念した企画として告知、4月25日から6月25日までに4,000体の注文で商品化を行うことを条件に予約を開始。5月19日には規定数を達成し、受注を6月28日まで延長した。
フブキの頭部・素体と武装を再現しており、仮面用のジョイントを有した前髪・後頭部パーツ、狐を模した耳のついた前髪と尻尾のパーツ、早期予約特典「忍襟布”陽炎”」が付属。素体と付属品はライトアーマーに準拠。
帯は素体の腰部に比べて小さく成型されているため、破損する恐れがある。また、説明書に訂正がある。
アクセスコードは付属しないが、神姫NETでの初回ログイン時に無料で1体提供されている。“陽炎”はこのフィギュアが初出の武装であり、神姫NETでは2008年冬のバトルロンドのイベントで入手可能になった。
フブキ 黒き翼ver.
発売日：2009年12月18日
ミズキの武装をリペイントした「黒き翼」および接続用に改修された胸部パーツと、新規パーツ「極意之巻物」を追加。一部塗装が変更されている。
カスタムファクトリー
発売日：2009年3月27日
- 忍者型MMS ミズキ（声：福井裕佳梨）
  - パッケージイラスト：nuno
  - 素体：1st改

武装神姫 BATTLE RONDOの2008年夏のイベントで初登場したミズキの商品化。フブキとのリペイント以外の相違点は以下。
- 顔に紋様があり、長い後ろ髪を結っている。
- 「白き翼」が付属。胸部パーツ背面には、拡張クランクを介した接続のためのジョイントが設けられている。
- フブキ（通常版）で問題のあった帯の改修。
- アクセスコードの付属。データには耳と尻尾、白き翼は付属しない。

厳密には初登場した個体は「試作型」であり、フブキと同じ台詞で、武装は忍装束一式しか存在しなかった。フィギュア発売時に武装を追加、バトルロンド対応時には福井裕佳梨の台詞を新録している。バトルロンド内のあるイベントをクリアすると、「試作型」を再現する武装が入手できる。

### パーティオ/ポモック
ライトアーマー第3弾
発売日：2009年2月26日
- フェレット型MMS パーティオ（声：日向ゆきこ）
- リス型MMS ポモック（声：さとう実琴）
  - キャラクターデザイン：BLADE
  - 素体：3rd small

3rd small素体をシリーズで初めて採用。手足と胸部の武装、尻尾を装着するシンプルな構成。拡張性には乏しいが、足首にはジョイント、武装版手首には素体手首と共通のジョイントが設けられている。「フィッシュボーン」「まんが肉」といったコミカルな付属品もある（いずれも公式名称）。初期段階では四足歩行モードへの変形も検討されていた。
パーティオ/ポモック プロトタイプバージョン
2008年8月、キャラホビ2008 C3×HOBBYで販売。2008年9月18日にコナミスタイルでも販売を開始している。
1st素体を使用しているため、後の製品版より一回り大きく、素体の塗装パターン、頭部の造形が異なる。オリジナル武装も付属。

### こひる/メリエンダ
ライトアーマー第4弾
発売日：2010年2月25日
- 和風箸型MMS こひる（声：後藤麻衣）
- スプーン型MMS メリエンダ（声：東山奈央）
  - キャラクターデザイン：DOGMASK
  - 素体：3rd small

設定上は1/1スケールという点で共通するミクロマンシリーズのデザイン経験をもつDOGMASKが手がけ、食器をモチーフにしている。それぞれ背部にスプーン、腿に箸を模した装備を有し、武器や食器に組み替えることができる。
ただし、食品衛生法の審査基準を満たしておらず、「武器パーツは食器として使用できません」と注意書きがされている。また食器としては小振りで、変形・組み替えを要するため、強度にも不安がある。
ライトアーマー最後の商品であり、唯一高額化している。

### アルトレーネ/アルトアイネス
第11弾フルセット
発売日：2010年5月27日
- 戦乙女型MMS アルトレーネ（声：中島愛）
  - キャラクターデザイン原案：Kem（一般投稿者）
  - キャラクターデザイン：羽音たらく
  - メカニカルデザイン：柳瀬敬之
  - 素体：3rd tall

電撃ホビーマガジン2008年3月号で発表された企画「ボクらの神姫を作ろう！」の優秀作を元に開発された商品。元デザインはシルエットのイメージを反映する程度となっており、一部ギミックは変更ないし削除されているなど、ほぼ別物となっている。
姉妹機であり、レーネが姉でアイネスが妹。巨大なスカートと副腕が特徴で、スカートは変形することで羽や大鋏になる。
同企画の応募条件は「Ver.1素体（MMS 1st）の使用」とされていたが、フィギュアは3rd tall素体をシリーズで初めて採用。表情パーツは以前までの2種類から3種類に増え、すまし顔、叫び顔、眠り顔が付属。本製品のみ、拡張スペーサーは拡張クランクと同様に切り離す必要がある。
一部店舗の初回特典で（同梱はされていない）、後発のアルトアイネスと同型のヘルメット「ヴォータンヘルメ」が付属。
キャラクター設定では、2038年に開催されたコンテスト「ぼくらの神姫」の優勝作品を元に2社が開発した機体であるとされている。
再生産プロジェクト
発売日：2012年2月5日予定
2010年12月24日から2011年2月6日（同年1月16日から延長）まで再生産プロジェクトを行っていたが、注文数が目標数に達しなかったため、見送りとなった。
しかし、2011年8月になって、コナミスタイル限定で2012年2月5日に発売されることが発表された。なお、神姫NET用アクセスコードは付属しない。
アルトレーネ ヴィオラ
発売日：2010年11月25日
コナミスタイル限定販売のリペイントバージョン。白を紺、青クリアパーツを黄クリアパーツに変更し、素体の塗装パターンも変更。新規武装としてライフル「ランドグリーズ」と、アルトアイネスと同型のヘルメット「ヴォータンヘルメ ヴィオラ」が付属。
キャラクター設定では、アルトレーネのバリエーション機体として2040年末にロールアウトしたとされている。
電撃屋ホビー館・コナミスタイル限定販売
発売日：2010年7月1日発売
- 戦乙女型MMS アルトアイネス（声：水橋かおり）
  - キャラクターデザイン原案：Kem（一般投稿者）
  - キャラクターデザイン：羽音たらく
  - メカニカルデザイン：柳瀬敬之
  - 素体：3rd small

アルトレーネの対になる「妹」としてデザインされた「黒いアルトレーネ」。電撃ホビーマガジン2009年10月号にて製品化が発表され、2010年1月25日から同年3月12日の期間限定で予約を受け付けた。
素体は塗装パターンを新造した3rd smallを使用。すまし顔、照れ顔、眠り顔が付属。武装のカラーリングをアルトレーネの白・青クリアとは対照的な黒・赤クリアに変更しており、頭部や胸部など一部の武装を変更している。
2個付属している突起状のパーツはヘルメットには1個しか使用せず、アルトレーネのヘルメットと同型のパーツが付属しないため、説明書通りに組み立てると1個余る。
アルトアイネス 再生産プロジェクト
発売日：2011年7月28日
2010年12月24日から2011年1月16日まで再生産プロジェクトを行い、注文数が目標数に達したため、再生産分を発売した。コナミスタイル限定発売。アクセスコードは付属しない。なお、発売日は当初2011年4月下旬としていたが、同年3月末になって同年7月以降発売に延期され、4月末に日付が確定した。
アルトアイネス ローザ
発売日：2010年11月25日
コナミスタイル限定販売のリペイントバージョン。黒を赤、赤クリアパーツを青紫クリアパーツに変更し、素体の塗装パターンも変更。新規武装としてナイフ「ラーズグリーズ」2本と、アルトレーネと同型のヘルメット「フレイヘルメ ローザ」が付属。

### アーンヴァルMk.2/ストラーフMk.2
ゲーム同梱
発売日：2010年7月15日
- 天使型MMS アーンヴァルMk.2（声：阿澄佳奈）
- 悪魔型MMS ストラーフMk.2（声：茅原実里）
  - キャラクターデザイン：島田フミカネ
  - 素体：3rd tall

PlayStation Portable用ソフト『武装神姫バトルマスターズ』のコナミスタイル限定販売の「特別版」に2体同梱。
武装の組み換えで2種類の武装形態にすることができ、武装を取り外し組み替えて戦闘機形態にもできる。アーンヴァルMk.2は一部の武装にクリアパーツを使用。
金箔を使用した大型パッケージに2体分のパッケージとゲームソフトを収納する仕様となっている。
アーンヴァルMk.2 テンペスタ/ストラーフMk.2 ラヴィーナ
発売日：2011年3月17日
パーツを追加したリペイント。コナミスタイル限定のノーマル版に対し、リペイント版として初の一般流通商品となる。
『バトルマスターズ Mk.2』では通常のアーンヴァルMk.2のカラーパターンをテンペスタ風に変更したアーンヴァルMk.2黒がDLCで登場している。
フルアームズパッケージ
発売日：2011年9月22日
PlayStation Portable用ソフト『武装神姫バトルマスターズ Mk.2』のコナミスタイル限定販売の「特別版」に2体同梱。当初は2011年9月1日発売予定だったが、9月22日発売に延期された。
テンペスタ/ラヴィーナの仕様から更にパーツを追加したアーンヴァルMk.2/ストラーフMk.2のパッケージ。
「特別版」には「アーンヴァルMk.2専用素体SWIMWEAR EDITION」が、特別版にサウンドトラックを同梱した「特別版コンプリートセット」には更に「ストラーフMk.2専用素体SWIMWEAR EDITION」が付属する。また、これらの商品は「神姫コンテナ」を模した専用の段ボールで収納・発送される。
キャラクター設定上は、アーンヴァルMk.2、ストラーフMk.2と同一。
アーンヴァルMk.2 テンペスタ フルアームズパッケージ/ストラーフMk.2 ラヴィーナ フルアームズパッケージ
発売日：2012年3月15日
アーンヴァルMk.2 フルアームズパッケージ、ストラーフMk.2 フルアームズパッケージのリペイント。

### 紗羅檀/ベイビーラズ
第12弾フルセット
発売日：2010年9月30日
- ヴァイオリン型MMS 紗羅檀（しゃらたん）（声：高垣彩陽）
- エレキギター型MMS ベイビーラズ（声：平野綾）
  - キャラクターデザイン：CHOCO
  - 素体：3rd tall（紗羅檀）small（ベイビーラズ）

モチーフは楽器。LEDによる発光ギミックを搭載（LR44ボタン型電池3個・別売）、クリアパーツとの相乗効果を狙っている。台座を組み込んだ組み替え形態を有する。それぞれヴァイオリンとエレキギターとされているが、チェロやエレキベースなども付属し、ベイビーラズは武装の組み換えでドラムセットにもなる。
ベイビーラズはパッケージ状態で素体に武装されている。
『バトルマスターズ』ではフィギュア発売前にDLCで登場している。
神姫NETでは、台座を組み込んだ都合上、単体では使用できないものの、初めて本体以外の付属品を再現した。
紗羅檀はヴァイオリンの素材用に品種改良された木材を使用、その名を取っているという設定である。素材について言及した設定はこれが初めて。なお、デザイナーを再起用した神姫はメーカーも同じ設定になっているが、現在はこの2体のみ異なっている。
2008年8月頃のイベントでの初展示では第11弾とされていたが、アルトレーネの第11弾としての発売に伴って繰り下げられており、発表から発売までに2年以上を要した。

### ガブリーヌ/蓮華
第13弾フルセット
発売日：2010年10月28日
- ヘルハウンド型MMS ガブリーヌ（声：小林ゆう）
- 九尾の狐型MMS 蓮華（れんげ）（声：金田朋子）
  - キャラクターデザイン：いづなよしつね
  - 素体：3rd small

ガブリーヌは頭部と2つの武器を合わせて三つ首のヘルハウンド（ケルベロス）を、蓮華は剣を装備した尾と鳥居をあしらった武装で九尾の狐を模している。
一部店舗では先着購入特典として、クリア化された一部の武器パーツが付属。
神姫NETでは、この2体のフルセットにのみジオラマスタジオで使用可能な「武装神姫コンテナ」が付属。
『バトルマスターズ』ではフィギュア発売前にDLCで登場している。

### ラプティアス/アーティル
第14弾フルセット
発売日：2010年12月16日
- 鷲型MMS ラプティアス（声：遠藤綾）
- ヤマネコ型MMS アーティル（声：中原麻衣）
  - キャラクターデザイン：かこいかずひこ
  - 素体：3rd tall（ラプティアス）small（アーティル）

バイザーがそれぞれの動物を模した形状となっている。
一部の店舗ではセット購入特典として「大剣ギュリーノス」が付属。
『バトルマスターズ』ではフィギュア発売前にDLCで登場している。
ラプティアス エアドミナンス/アーティル フルバレル
発売日：2012年1月10日
新規パーツを追加し、両方とも黒を基調としたリペイント版。コナミスタイル限定販売。
当初は2011年11月24日の発売を予定していたが、2012年1月10日に発売日が変更になった。

### プロキシマ/マリーセレス
第15弾フルセット
発売日：2011年1月27日
- ケンタウロス型MMS プロキシマ（声：朴璐美）
- テンタクルス型MMS マリーセレス（声：桑谷夏子）
  - キャラクターデザイン：Niθ
  - 素体：3rd tall（プロキシマ）small（マリーセレス）

商品紹介では神話に登場する幻獣がモチーフとされているが、マリーセレスは触手を表すタイプ名だけでなく、設定においても「海生軟体動物」とモチーフを明言していない。
プロキシマはケンタウロス形態などに変形する背部武装、マリーセレスはスカートとマントに変形する触手を模した武装が特徴。また頭部武装を後頭部と前髪の両方に差し替えるギミックを共通して持つ。
一部の店舗ではセット購入特典として「ディスインテグレーター」「デクレサント」が付属。
『バトルマスターズ』ではフィギュア発売前にDLCで登場している。
プロキシマ スピネル/マリーセレス レムリア
発売日：2011年12月15日
コナミスタイル限定販売。プロキシマは紫、マリーセレスはピンクを基調としたリペイントで、それぞれに新規武装が追加される。

### オールベルン/ジールベルン
第16弾フルセット
発売日：2011年2月24日
- 剣士型MMS オールベルン（声：悠木碧）
- 剣士型MMS ジールベルン（声：竹達彩奈）
  - キャラクターデザイン：島田フミカネ
  - 素体：3rd tall

島田フミカネの習作「オールベルン」（2008年5月）の一部デザインを変更、パーツを追加して商品化。頭部・剣・羽など一部箇所を除き、同形状の色違いパーツで構成される。表情はすまし顔、叫び顔、照れ顔が付属。
『バトルマスターズ』ではフィギュア発売前にオールベルンの武装のみDLCで登場しているが、細部のデザインが実際のフィギュアとは異なっている。
『バトルマスターズ Mk.2』では2体とも正式なキャラクターとしてDLCで登場している。
商品化に先駆けて、アマチュアモデラーがラフイラストを元に立体化、2009年夏にガレージキットを頒布している。当時商品化の予定のない非公式イラストを元にした作品ながら、「電撃ホビーマガジン（2009年6月号）」「武装神姫マガジンvol.1」にも掲載されている。
キャラクター設定では、フロントライン社が2040年にコンセプトモデルとして発表した、宝石の名を冠した4種の「オールベルンシリーズ」を、反響を受けて2041年に商品化したもの。この2体は機体色に由来する「パール」「オブシダン」の開発コードを持つ。
オールベルン ガーネット/ジールベルン サファイア
発売日：2011年3月11日
電撃屋限定販売。オールベルンは赤、ジールベルンは青を基調としたリペイントで、オールベルン ガーネットは盾と排して剣の形状を変更し、ジールベルン サファイアは剣と盾の形状を変更、照れ顔の代わりに眠り顔が付属する。
発売時期は異なるが、シリーズで初めて通常版・リペイント版の商品情報を同時に公開、予約を開始している。またオールベルン ガーネットの展示初期の仮称は「ルビー」となっていた。
オールベルン ルナーリア/ジールベルン アメジスト
発売日：2011年8月25日（2011年7月24日 ワンダーフェスティバル2011[夏]会場にて先行販売）
コナミスタイル限定販売。ワンダーフェスティバル先行販売にはポストカードが付属。
武装パーツをほぼ全てクリアパーツで成型。オールベルンは白と黒、ジールベルンは濃淡の異なる2色の紫を基調としたリペイント。
ガーネット/サファイアと同様の眠り顔の表情パーツが新たに付属する以外は、一般販売のオールベルン/ジールベルンと同仕様。
先行の4種と同様、こちらも宝石の名を冠している。

### ヴェルヴィエッタ/リルビエート
第17弾フルセット
発売日：2011年12月17日
- ビックバイパー型MMS ヴェルヴィエッタ（声：明坂聡美）
- ビックバイパー型MMS リルビエート（声：井口裕香）
  - キャラクターデザイン：明貴美加
  - 素体：3rd tall（ヴェルヴィエッタ）small（リルビエート）

グラディウスの主役機ビックバイパーをモチーフにした武装神姫。ヴェルヴィエッタが青、リルビエートが赤を基調としたカラーリングとなっている。また、武装のみで戦闘機形態(FIGHTER MODE)から人型形態(HUMANOID MODE)へ完全変形する。
『バトルマスターズ Mk.2』ではDLCで登場している。
当初は2011年10月27日の発売を予定していたが、2011年12月17日に発売日が変更になった。

### フブキ弐型/ミズキ弐型
第18弾フルセット
発売日：2012年2月23日
- 忍者型MMS フブキ弐型
- 忍者型MMS ミズキ弐型
  - キャラクターデザイン：島田フミカネ
  - 素体：3rd tall

島田フミカネによりデザインが一新されたフブキ、ミズキ。
キャラクター設定でも2体の後継機の新型モデルとしてフロントライン社が全面協力したとされる。
『バトルマスターズ Mk.2』では武装のみDLCで登場している。

### 未発売商品
イベントで発表されて試作原型が公開されたものの、発売の予定がない事をコナミスタイルがtwitterで公表している。

#### エストリル/ジルリバーズ
フルセット
- モトレーサー型MMS エストリル（声：伊瀬茉莉也）
- クルーザー型MMS ジルリバーズ（声：日笠陽子）
  - キャラクターデザイン：黒星紅白
  - メカニカルデザイン：柳瀬敬之
  - 素体：不明

武装を取り外し組み替えてバイク形態にもできる。
フィギュア発売前に『バトルマスターズ Mk.2』に登場している。

#### フランベルジュ/コルセスカ
フルセット
- 剣型MMS フランベルジュ
- 斧型MMS コルセスカ
  - キャラクターデザイン：凪良
  - 素体：不明

## その他の武装神姫
ここではコナミが監修などをしている、MMSフィギュア以外の武装神姫について記述する。

### ガレージキット
- 鴉型MMS アラストール
- 白鳥型MMS キュクノス
  - キャラクターデザイン/原型製作：NAOKI

2011年2月6日、ワンダーフェスティバル2011[冬]で販売。同月末にコナミスタイルのウェブサイトでも販売を開始。カラーレジン製のガレージキット。素体は別売、MMS 3rd tall NAKED FLESH ver.4が推奨されている。
電撃ホビーマガジンの作例などを手がけるモデラー、NAOKIが担当。一部パーツを共用しており、同色成型で2体分の髪パーツが付属。パッケージのステッカーは通常の商品に似せたデザインになっている。
武装のみ『バトルマスターズ Mk.2』のDLCで登場し、製造メーカーと各部位毎の名称が追加されている。

### 神姫NET
神姫NETに登場するオリジナル神姫。
エレガンスホワイト/エレガンスブラック/バンテージブラック
神姫ショップで販売されているオリジナルカラーの素体。対になるコアユニット（頭部）は存在しない。
MMS NAKED（トレーニング用）
「トレーニング」中に登場するMMS。トレーニング難易度に応じて、初級は赤、中級は青、上級は緑、特級は灰色で登場する。同名の商品とは頭部・胸部デザインに差異が見られる。
イベントミッションには同一の外見の敵キャラクター「イリーガルNAKED」が登場する。色ごとに名前が設定されており、ガイア（赤）、ウロボロス（青）、ドリュアス（緑）、ヴァイス（灰色）、ミラージュ（白・トレーニング未登場色）の5体が存在する。
全能なる者“root”
2008年冬のイベントミッション「サイバーフロント攻略作戦」のボスキャラクター。軍事利用を目的とした次世代MMSのプロトタイプ。
外見上は黒と赤を基調にしたストラーフ、ジュビジー、エウクランテ、グラフィオス、ウェスペリオーのパーツで構成されている。
アルテミス
2009年夏のイベントミッション「サイバーテロから街を救え！」のボスキャラクター。
ネットワークを介した学習能力に秀でた人工知能を有し、シナリオ中では他の神姫の乗っ取り、軍事衛星のハッキングなども行っている。
元は病弱なオーナー、シンシアの所有神姫で無敗の強さを誇っていたが、後にシンシアが亡くなりアルテミスもまた処分されてしまう。しかしアルテミスの人格プログラムはネットワーク上に残り、帰って来る事の無いオーナーのシンシアの帰りを待ち続けていた。
敗北後、シンシアの精神の元へと帰っていった。
頭部・素体のデザインはオリジナル。

### 漫画・書籍
「武装神姫 Forget-me-not」登場神姫
- 狐型MMS レラカムイ
- 人馬型MMS クーフラン
- 犀型MMS ディアドラ
- 羊型MMS ベルスーズ
- バッカルー型MMS レイディ3
  - キャラクターデザイン：和錆

「武装神姫マスターズブック」イラスト掲載神姫
- ハツカネズミ型MMS マイキー・イースタン
  - キャラクターデザイン：獅子猿

- 舞妓型MMS 小桜（こざくら）
  - キャラクターデザイン：鳥居大介

- 電気型MMS リカ
  - キャラクターデザイン：放電映像

### 武装神姫 BATTLE MASTERS
『武装神姫 BATTLE MASTERS』シリーズに登場するオリジナル神姫。
『武装神姫 BATTLE MASTERS Mk.2』登場神姫
- ブラックドラゴン型MMS ジャスティス（声：久川綾）
- ミミック / 強化ミミック（声：喜多村英梨）
  - キャラクターデザイン：新川洋司

### メガミデバイス
- 猟兵型MMS エーデルワイス（声：白石晴香）
  - キャラクターデザイン：島田フミカネ

### 武装神姫 ARMORED PRINCESS BATTLE CONDUCTOR
- ナビゲーター型MMS レイシス（声：茅野愛衣）
  - キャラクターデザイン：スティンガー

モチーフ元は『SOUND VOLTEX』のキャラクター。